# Scoriopsis perfumata
Scoriopsis perfumata är en fjärilsart som beskrevs av Paul Dognin 1914. Scoriopsis perfumata ingår i släktet Scoriopsis och familjen mätare. Inga underarter finns listade.